# نکسوس ۹
نکسوس ۹ تبلتی است که مشترکاً توسط گوگل و اچ‌تی‌سی ساخته شده و با سیستم عامل اندروید (خام) کار می‌کند. این دستگاه چهارمین تبلت سری نکسوس گوگل است که توسط گوگل و با سیستم عامل اندروید خام به بازار عرضه می‌شود و توسط یک شریک تولیدکننده سخت‌افزار، ساخته می‌شود. این دستگاه در دو مدل با حافظه ۱۶ گیگابایت به قیمت ۳۹۹ دلار ایالات متحده و ۳۲ گیگابایت به قیمت ۴۷۹ دلار ایالات متحده به بازار ارائه شده‌است. این دستگاه، نکسوس ۶ و نکسوس پلیر که به همراه آن معرفی شدند، اولین دستگاه‌هایی بودند که با اندروید نسخه ۵ (اندروید آبنبات چوبی) کار می‌کردند. این نسخه اندروید شامل ویژگی‌های جدیدی از جمله بازطراحی ظاهری و جایگزینی آرت به جای دالویک است.

## مشخصات

### طراحی
این تبلت ۴۳۶ گرم وزن دارد.

### سخت‌افزار
چیپ این تبلت، انویدیا تگرا کی۱ است که قدرتمندترین چیپ به‌شمار می‌رود. شتاب‌دهنده گرافیکی این دستگاه نیز Kepler DX1 می‌باشد. ۲ گیگابایت هم برای رم این دستگاه در نظر گرفته شده‌است. این تبلت از ۳۲ گیگابایت حافظه بهره می‌برد. پردازنده این دستگاه ۲ هسته‌ای و Denver است و از کلاک ۲٫۳ گیگاهرتزی بهری می‌برد و دارای معماری ۶۴ بیتی است که به همین دلیل می‌تواند از تمامی قابلیت‌های آخرین نسخه اندروید یعنی آب نبات چوبی استفاده کند.

### دوربین
دوربین ۸ مگاپیکسلی و از نوع ال ای دی این دستگاه از گشادگی F2.4 برخوردار است. دوربین جلو نیز از ۱٫۶ مگاپیکسلی می‌باشد.
این دستگاه با کیفیت 1080p و اچ دی می‌تواند فیلم‌برداری کند.

### صفحه نمایش
صفحه نمایش این دستگاه ۸٫۹ اینچی است و از رزولوشن ۱۵۳۶ در ۲۰۴۸ پیکسل برخوردار است. دانسیته یا چگالی صفحه نمایش این تبلت زیاد نیست اما بد هم نیست و قابل قبول می‌باشد. 288ppi یا ۲۸۸ پیکسل بر اینچ. تکنولوژی صفحه نمایش نکسوس ۹ برخلاف نکسوس ۶ که امولد است، IPS LCD می‌باشد که به نظر خیلی‌ها بهتر از امولد است. همچنین این دستگاه مانند سایر تلفن‌های هوشمند و تبلت‌ها، قابلیت نمایش ۱۶ میلیون رنگ را دارد. (دقیقاً ۱۶۷۷۷۲۱۶ رنگ) این تبلت از سنسور روشنایی هم بهره می‌برد که می‌تواند براساس نور محیط، نور صفحه نمایش را تنظیم کند. البته این سنسور تقریباً در همه اسمارت فون‌ها و تبلت‌ها موجود است. محافظ صفحه نمایش این تبلت گوریلا گلس ۳ می‌باشد که از استحکام بالایی برخوردار است.

### باتری
باتری این دستگاه، ۶۷۰۰ میلی‌آمپر است که مقاوت آن را باید در عمل ببینیم.